# 어밀리아 워너
어밀리아 워너(Amelia Warner, 1982년 6월 4일 ~ )는 잉글랜드의 배우이자 가수이다.

## 작품 목록
- 이온 플럭스 - 유나 플럭스 역
- 메리 셸리: 프랑켄슈타인의 탄생 (음악)